# Hagaz Subregion
Hagaz Subregion är ett distrikt i Eritrea.   Det ligger i regionen Ansebaregionen, i den centrala delen av landet, 80 km nordväst om huvudstaden Asmara.